# Sachsenwald
Sachsenwald è un territorio extracomunale dello Schleswig-Holstein, in Germania.
Appartiene al circondario (Kreis) del ducato di Lauenburg (targa RZ) ed è parte della comunità amministrativa (Amt) di Hohe Elbgeest.